# La Villeneuve-Bellenoye-et-la-Maize
La Villeneuve-Bellenoye-et-la-Maize ist eine Gemeinde im französischen Département Haute-Saône in der Region Bourgogne-Franche-Comté.

## Geographie
La Villeneuve-Bellenoye-et-la-Maize liegt auf einer Höhe von 240 m über dem Meeresspiegel, zweieinhalb Kilometer nordwestlich von Saulx und etwa zwölf Kilometer nordnordöstlich der Stadt Vesoul (Luftlinie). Das Dorf erstreckt sich im zentralen Teil des Departements, im Becken von Saulx, in der Talmulde des Ruisseau du Bâtard, westlich des Flusslaufs des Durgeon.
Die Fläche des 9,21 km² großen Gemeindegebiets umfasst einen Abschnitt im Bereich des Beckens von Saulx. Von Norden nach Süden wird das Gebiet von der Talniederung des Ruisseau du Bâtard durchquert, der für die Entwässerung zum Durgeon sorgt. Dieser bildet abschnittsweise die östliche Abgrenzung. An einigen Stellen reicht das Areal auf das Plateau östlich des Durgeon. Die Alluvialniederung des Durgeon liegt durchschnittlich auf 235 m und weist eine Breite von maximal 1,5 Kilometern auf.
Flankiert wird die Niederung von einem Plateau, das durch die Tälchen verschiedener Seitenbäche untergliedert ist. Landwirtschaftliche Nutzung herrscht hier vor. Nach Südwesten erstreckt sich das Gemeindeareal über die Talmulde des Ruisseau des Grands Prés bis zu den bewaldeten Kuppen von Bois des Charmes (283 m) und Bois de Chevaney. Mit einem schmalen Zipfel reicht der Gemeindeboden nordwärts über den langsam ansteigenden Hang des Bois de Montcharmon bis auf die Höhe des Homme Dessus. Mit 396 m wird hier die höchste Erhebung von La Villeneuve-Bellenoye-et-la-Maize erreicht. In geologisch-tektonischer Hinsicht besteht das Gelände aus einer Wechsellagerung von sandig-mergeligen und kalkigen Sedimenten, die während der Lias (Unterjura) abgelagert wurden. An einigen Orten tritt auch Buntsandstein und Muschelkalk aus der Trias zutage.
Die Gemeinde besteht aus folgenden Ortsteilen:
- La Villeneuve (240 m) im Tal des Ruisseau du Bâtard
- La Maize (230 m) an der Mündung des Ruisseau des Grands Prés in den Durgeon
- Bellenoye (257 m) auf einem Sattel westlich des Durgeon-Tals

Nachbargemeinden von La Villeneuve-Bellenoye-et-la-Maize sind Neurey-en-Vaux und Meurcourt im Norden, Mailleroncourt-Charette und Saulx im Osten, Colombier im Süden sowie Vellefrie und Vilory im Westen.

## Geschichte
Das Gemeindegebiet war schon sehr früh besiedelt. Durch das Gebiet führte der römische Verkehrsweg von Besançon nach Luxeuil. Mauerfundamente eines gallorömischen Anwesens wurden entdeckt. Im Mittelalter gehörte La Villeneuve zur Freigrafschaft Burgund und darin zum Gebiet des Bailliage d’Amont. Die Grafen von Burgund übergaben die lokale Herrschaft Étienne d'Oiselay, der einem Seitenzweig entstammte. Bereits 1339 erhielten die Bewohner gewisse Freiheitsrechte zugesprochen. Auch der Templerorden von La Villedieu hatte Besitz auf dem Gebiet. Zusammen mit der Franche-Comté gelangte La Villeneuve mit dem Frieden von Nimwegen 1678 definitiv an Frankreich. Zu einer Gebietsveränderung kam es im Jahr 1807, als die Weiler Bellenoye und La Maize (damals als Gemeinde La Maize-et-Bellenoye) mit La Villeneuve vereinigt wurden. Heute ist La Villeneuve-Bellenoye-et-la-Maize Mitglied des sechs Ortschaften umfassenden Gemeindeverbandes Communauté de communes des Six Villages.

## Sehenswürdigkeiten
Die Dorfkirche Sainte-Catherine in La Villeneuve wurde von 1778 bis 1783 neu erbaut und besitzt Mobiliar und Gemälde aus dem 18. Jahrhundert. Die Mairie (Gemeindeverwaltung) ist in der ehemaligen Herrschaftskapelle untergebracht, die Ende des 15. Jahrhunderts errichtet wurde. Ebenfalls sehenswert ist der Brunnen auf dem Dorfplatz.

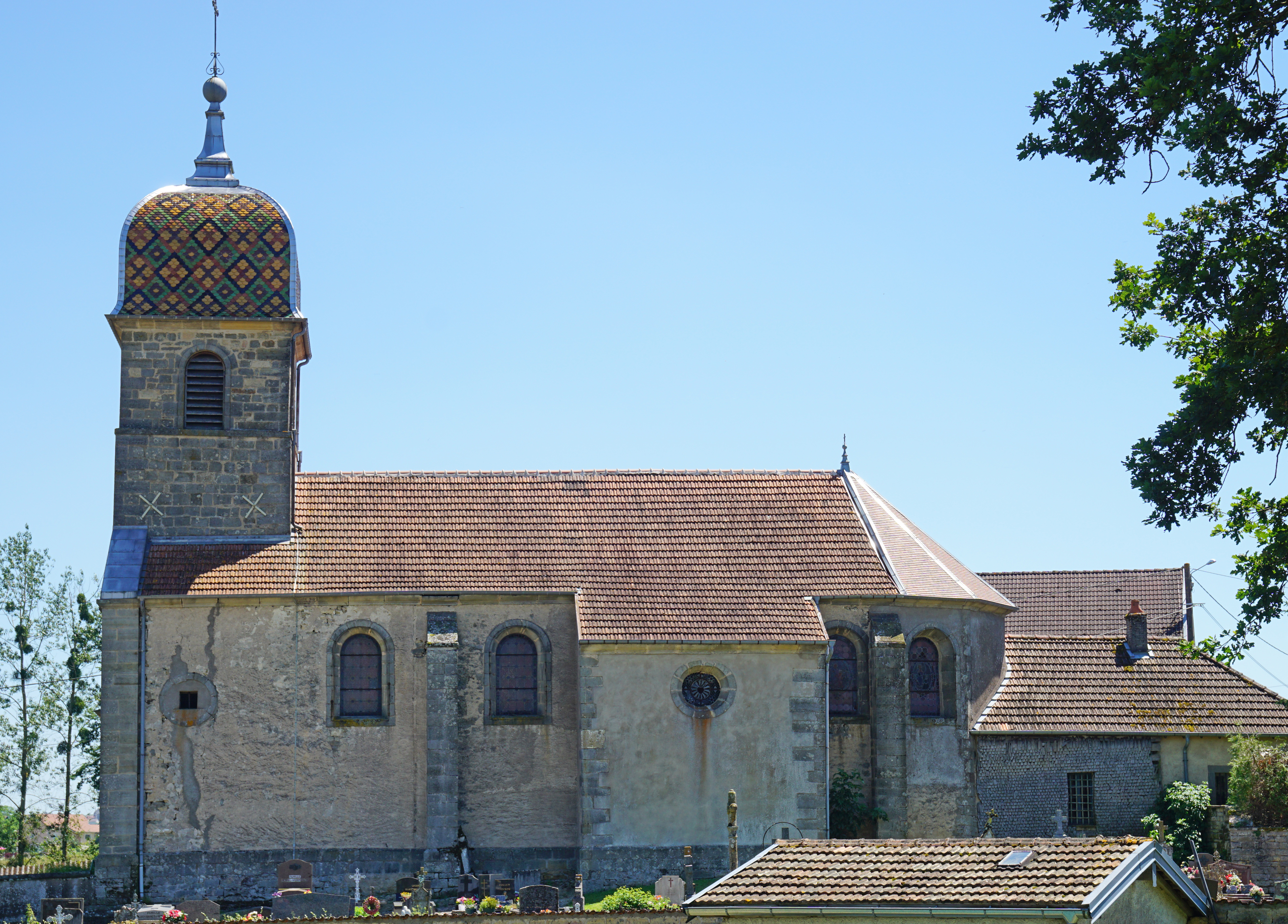
Kirche Sainte-Catherine
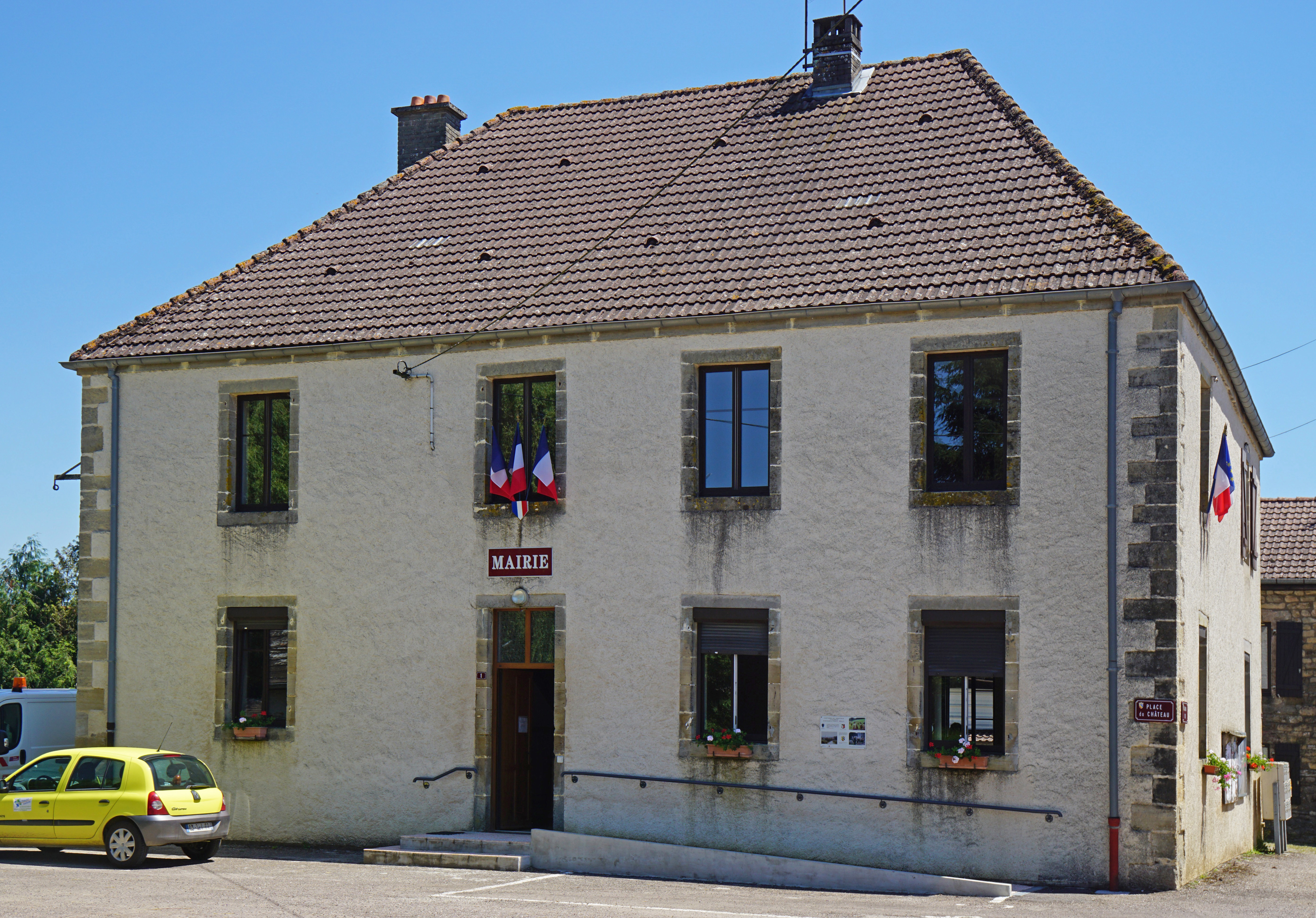
Mairie
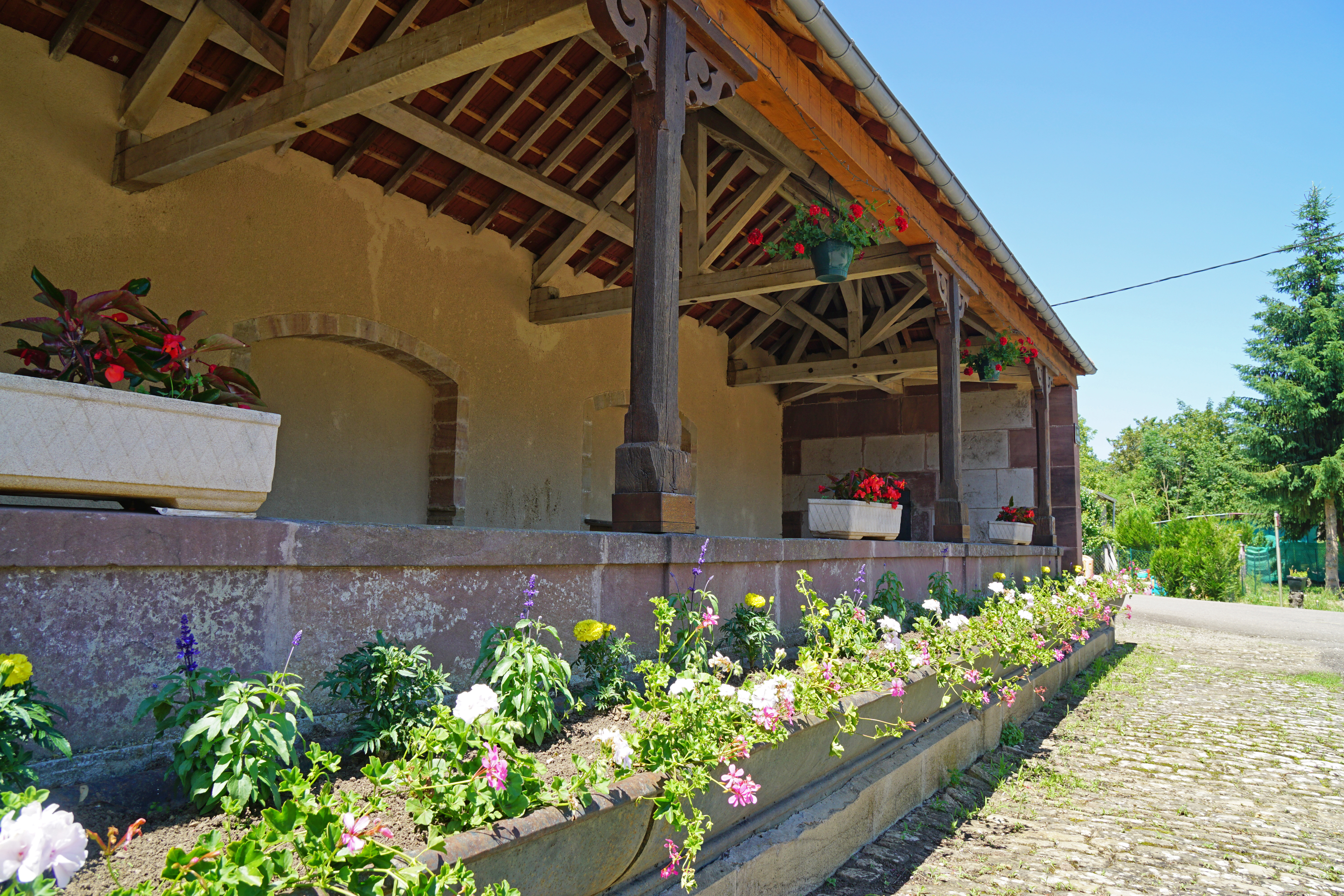
Lavoir
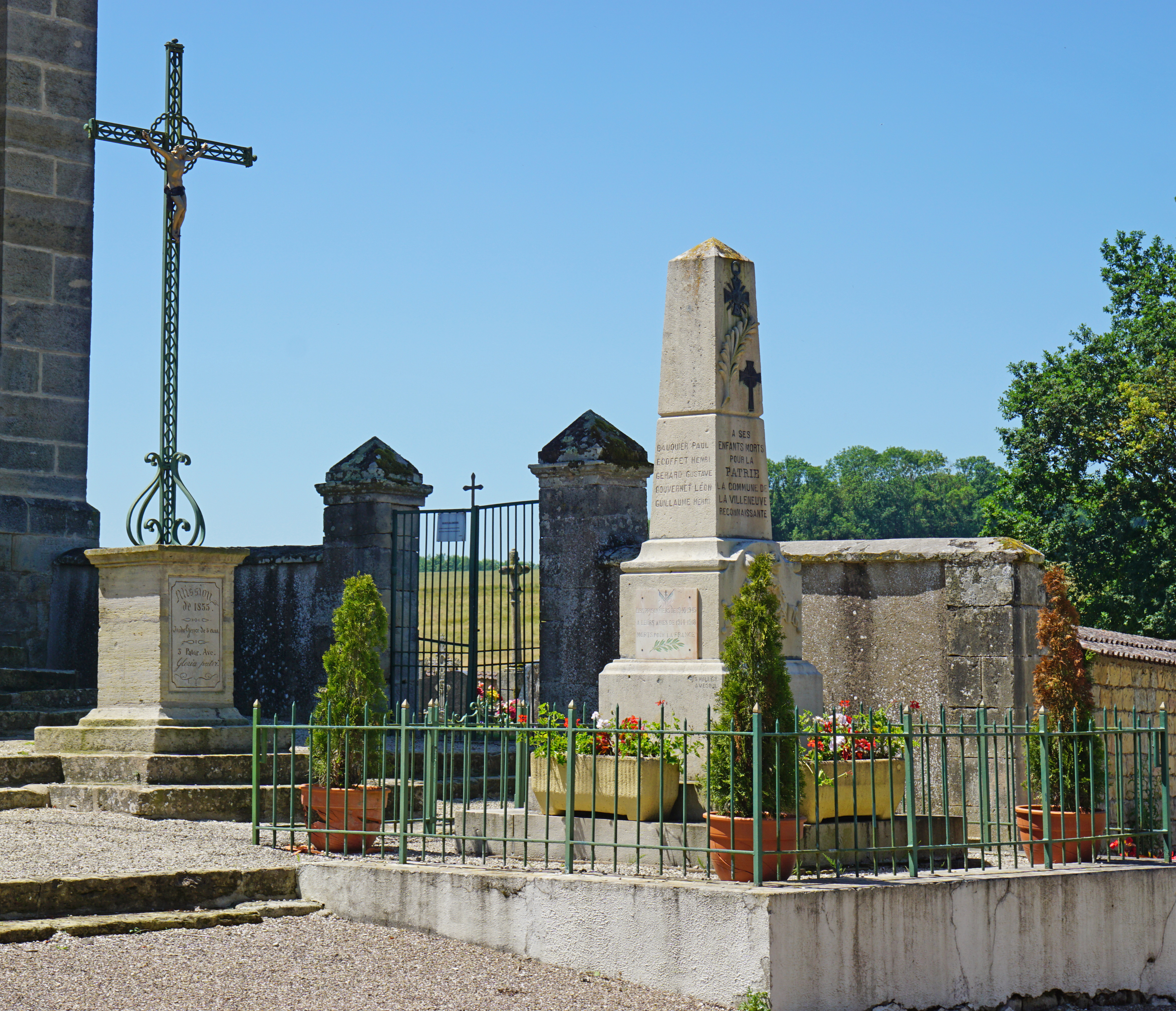
Kriegerdenkmal und Kruzifix
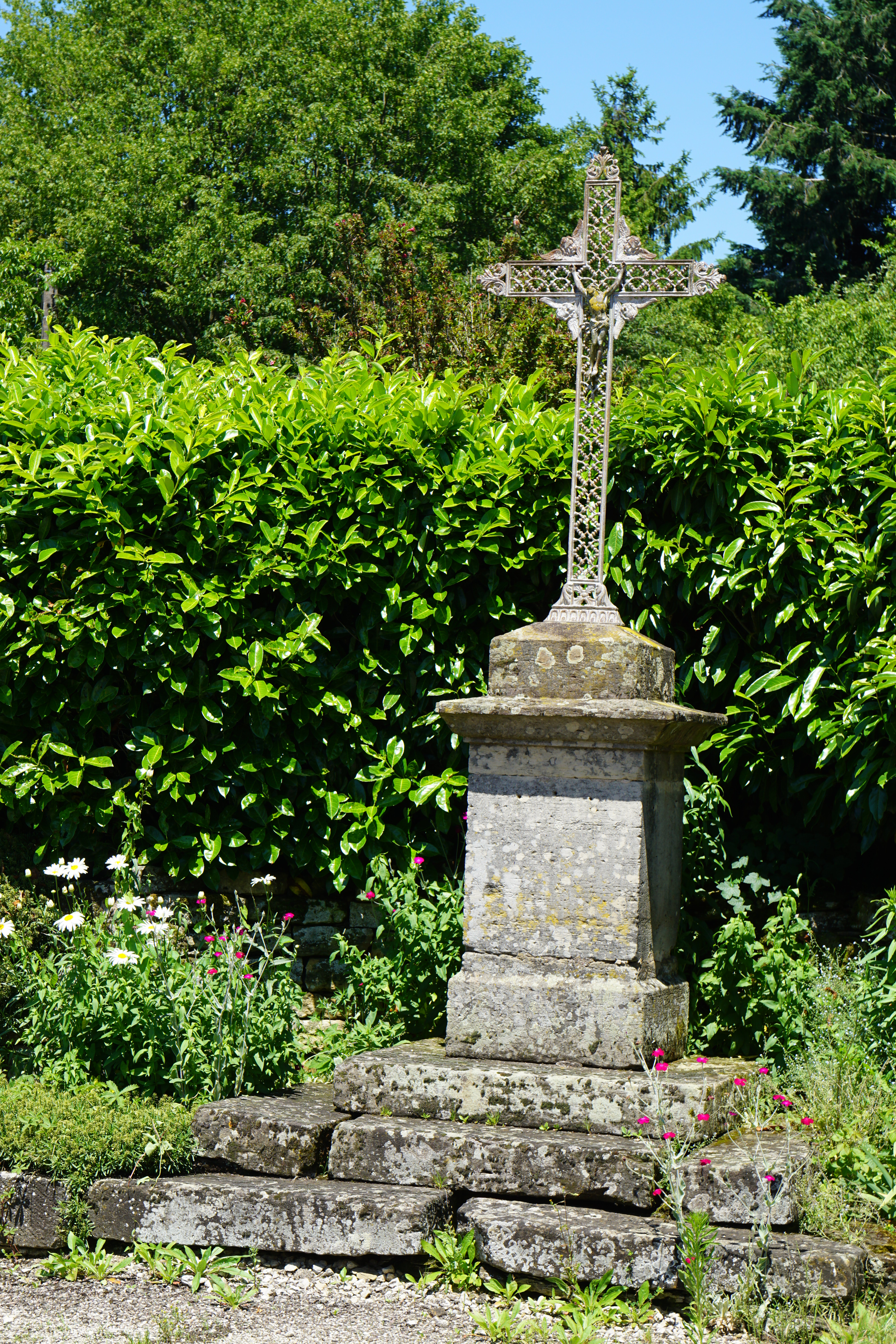
Calvaire

## Bevölkerung
| Jahr                       | 1962 | 1968 | 1975 | 1982 | 1990 | 1999 | 2006 |
| Einwohner                  | 123  | 103  | 86   | 135  | 162  | 140  | 130  |
| Quellen: Cassini und INSEE |      |      |      |      |      |      |      |

Mit 155 Einwohnern (1. Januar 2022) gehört La Villeneuve-Bellenoye-et-la-Maize zu den kleinen Gemeinden des Département Haute-Saône. Nachdem die Einwohnerzahl in der ersten Hälfte des 20. Jahrhunderts deutlich abgenommen hatte (1881 wurden noch 314 Personen gezählt), wurde besonders während der 1980er Jahre wieder ein Bevölkerungswachstum beobachtet. Seither ist erneut ein rückläufiger Trend zu verzeichnen.

## Wirtschaft und Infrastruktur
La Villeneuve-Bellenoye-et-la-Maize war bis weit ins 20. Jahrhundert hinein ein vorwiegend durch die Landwirtschaft (Ackerbau, Obstbau und Viehzucht) und die Forstwirtschaft geprägtes Dorf. Die Wasserkraft der Bäche wurde früher für den Betrieb mehrerer Mühlen genutzt. Heute gibt es einige Betriebe des lokalen Kleingewerbes. In den letzten Jahrzehnten hat sich das Dorf zu einer Wohngemeinde gewandelt. Viele Erwerbstätige sind deshalb Wegpendler, die in den größeren Ortschaften der Umgebung und in der Agglomeration Vesoul ihrer Arbeit nachgehen.
Die Ortschaft liegt abseits der größeren Durchgangsachsen an einer Departementsstraße, die von Saulx nach Flagy führt. Weitere Straßenverbindungen bestehen mit Colombier, Vilory und Mailleroncourt-Charette.